# Драђешти (Васлуј)
Драђешти (рум. Drăgești) насеље је у Румунији у округу Васлуј у општини Тодирешти. Oпштина се налази на надморској висини од 162 m.

## Становништво
Према подацима из 2002. године у насељу је живело 394 становника, од којих су сви румунске националности.